# Геохимия ландшафта
Геохимия ландшафта — раздел физической географии, изучающий миграцию и аккумуляцию химических элементов и соединений в ландшафтах различного генезиса (природные, техногенные, антропогенные). Объектом изучения науки являются преимущественно почва и вода как главные концентраторы веществ. Геохимия ландшафта тесно связана с геохимией, биогеохимией, ландшафтоведением и почвоведением, использует и развивает их теорию и методологию.
Направление возникло в СССР в начале 40-х годов XX века в результате соединения геохимии и учения о ландшафтах. Основателем считается академик Б. Б. Полынов, осуществлявший разработку важнейших понятий и методов, в том числе понятие о геохимическом ландшафте. Кроме того известными учёными этого направления являются М. А. Глазовская (концепция об эколого-геохимической устойчивости), А. И. Перельман (разработал учение о геохимических барьерах), Добровольский В. В. и Касимов Н. С.
Геохимическим ландшафтом называют участок территории, характеризующийся однотипной миграцией химических элементов в её пределах, то есть для каждого геохимического ландшафта характерен особый круговорот атомов, особая водная и воздушная миграция химических элементов. Геохимический ландшафт обычно соответствует элементарному ландшафту с однородными условиями взаимодействия между живым, косным и биокосным веществом. В геохимическом ландшафте протекает круговорот атомов, в ходе которого растения производят фотосинтез. В то же время происходит противоположный процесс разложения органических веществ. Поглощённая при этом энергия освобождается и производит работу. Чем интенсивнее протекают процессы разрушения и аккумуляции, тем быстрее мигрируют атомы. Элементы, миграция которых определяет наиболее характерные особенности данного ландшафта, называются типоморфными. Последовательно связанные (обычно в горизонтальном и вертикальном направлении — на склоне) между собой единицы геохимических ландшафтов называют катенами.